# Mardai
Mardai (en mongol: Мардай) es un pueblo abandonado de una mina de uranio abandonada, localizado en la provincia de Dornod, parte oriental de Mongolia, se encuentra en una zona remota al norte de Choibalsan.
En 1972 una expedición geológica de la Unión Soviética descubrió en la zona de Dornod grandes yacimientos de uranio y en 1988 empezó a funcionar la empresa minera Erdes. Mardai era una «ciudad secreta» que daba cobijo al personal técnico e ingenieros soviéticos que trabajaban en la mina. La mina dejó de ser explotada en 1993 con la caída de la Unión Soviética y la independencia de Mongolia y Mardai, que habitaba unos diez mil trabajadores soviéticos, fue completamente abandonado. Más tarde, los habitantes de los alrededores de la mina utilizaron el lugar para recoger materiales de construcción encontrados allí para su uso, dejando así detrás de sí un pueblo saqueado.